# 紹加鄉

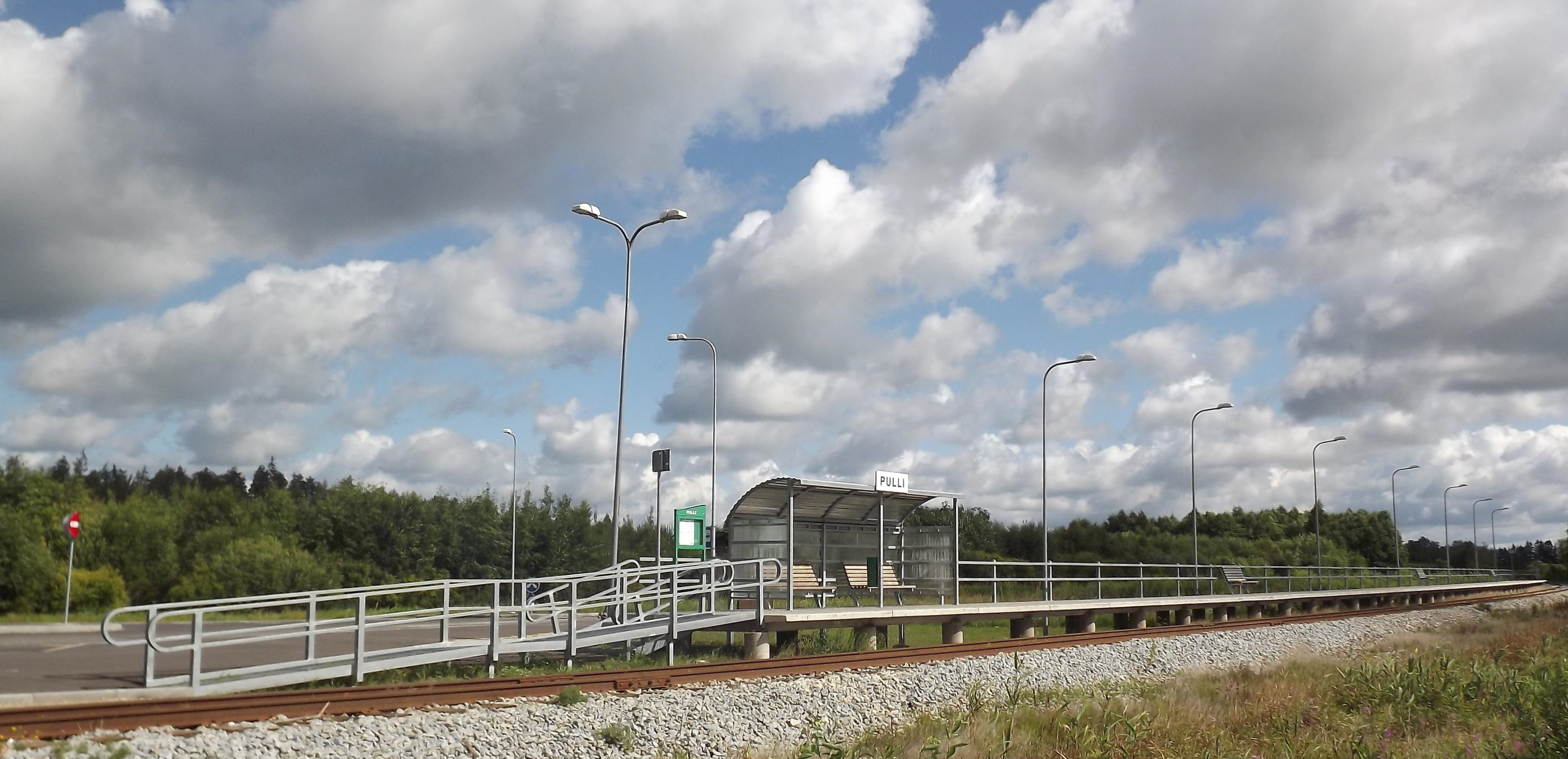
普利火车停靠站

紹加鄉，曾是愛沙尼亞派爾努縣的一個鄉村型市镇，位於該國西南部，行政中心設於紹加，面積165平方公里，2006年人口2,564，人口密度每平方公里16人。
2017年爱沙尼亚行政改革后，紹加市镇与其他市镇一起合并为新的托里市镇。